# Belvidere (Carolina del Norte)
Belvidere es un área no incorporada ubicada del condado de Perquimans en el estado estadounidense de Carolina del Norte.